# Gewone steurgarnaal
De gewone steurgarnaal (Palaemon elegans) is een garnalensoort uit de familie van de steurgarnalen (Palaemonidae). De wetenschappelijke naam van de soort werd in 1837 voor het eerst geldig gepubliceerd door Martin Rathke.

## Beschrijving
De gewone steurgarnaal is een typische garnaal met een cilindrisch lichaam van circa 30 mm (tot 60 mm) lang, bestaande uit een schild aan de voorkant en zes buiksegmenten. Het heeft een kort recht rostrum voor de ogen met kenmerkende dorsale en ventrale tanden. Deze soort is doorschijnend met rood/bruine lijnen op het schild en de buik. Net onder het grote samengestelde oog aan elke kant bevindt zich de antennula, die in drie delen is verdeeld. Onder de antennula bevindt zich de antenna, die in twee delen is verdeeld; het korte platte segment (de scaphoceriet) en het lange zweepachtige flagellum. De eerste twee paar looppoten dragen klauwen (chela) en hebben gele en rode strepen.
De gewone steurgarnaal lijkt sterk op de gezaagde steurgarnaal (Palaemon serratus), de langneussteurgarnaal (Palaemon longirostris) en de roodsprietgarnaal (Palaemon adspersus), maar kan onderscheiden worden door het aantal tanden op het rostrum (en door microscopische details van de palp van de mandibula, die uit twee segmenten bestaat).

## Verspreiding
Palaemon elegans, ook bekend als de gewone of sierlijke steurgarnaal, leeft in rotspoelen aan de kust, ondiepe rotsachtige gebieden en door de mens gemaakte structuren. Het heeft een breed inheems verspreidingsgebied in de noordoostelijke Atlantische Oceaan, van de westkust van Noorwegen tot Namibië, en eilanden voor de kust, waaronder de Azoren, Kaapverdië en de Canarische Eilanden. Het is geïntroduceerd in de Oostzee, de Kaspische Zee en het Aralmeer, de Perzische Golf en Massachusetts. In delen van het geïntroduceerde assortiment heeft P. elegans positieve economische effecten door het gebruik als voedsel voor commerciële vis. Het kan ook negatieve ecologische effecten hebben door inheemse garnalensoorten te verdringen.